# Verdetto: suicidio
Verdetto: suicidio è un romanzo giallo del 1952 scritto da Doris Miles Disney.

## Trama
Adelaide Holland viene trovata impiccata nella villa dalla suocera Emma Holland. La donna, morendo, lascia il figlio di sei anni e il marito Dennis, con cui non intratteneva più buoni rapporti matrimoniali da tempo. Jenny, la sorella di Adelaide parte da Chicago, per espletare le funzioni funerarie e divenire la tutrice del nipotino Sandy molto malato nell'ultimo anno.
Passata una settimana dal funerale, Jenny decide di chiamare il Dott. Carey e non il Dott. Driscoll (medico di base del bambino) per far controllare la salute del nipotino, ancora molto cagionevole ma in fase di guarigione. Durante la conversazione, Carey ammette di essere stato il primo ad avere visto Adelaide morta e di avere qualche sospetto sul fatto che si tratti di un suicidio.
Una sera, per capriccio Sandy chiede a Jenny di prendergli un peluche in soffitta. La ragazza non volendo andare nel luogo della morte della sorella, chiede a Charles (il cognato della sorella defunta) di andare in soffitta al posto suo. Mentre il ragazzo cammina in soffitta, il piccolo Sandy, nella sua cameretta con la zia, sostiene di aver sentito camminare due persone su in soffitta il pomeriggio in cui la madre è morta. Qualche sera dopo verso le undici, sostiene di aver visto una pala muoversi in giardino, Jenny sulle prime non gli crede ma poi, a notte inoltrata, trova una cassetta di medicinali a cui mancano delle fiale. Parlandone con il dottor Carey, si scopre che mancano delle fiale di un farmaco, in grado di creare allucinazioni se assunto in dosi sostanziose. Giorni dopo Sandy si lamenta perché non trova più l'album fotografico della famiglia Holland. Charles ritrova l'album e racconta a Jenny, che Bess, da ragazza, aveva assassinato il marito prima di sparire e l'infermiera che aveva in cura la donna era Adelaide.
Il Venerdì santo, quando l'intera famiglia era uscita per andare a messa, tranne Sandy, Jenny e Charles, involontariamente Jenny, scopre che l'assassino è Charles. Il ragazzo aveva architettato tutto per un odio profondo nei confronti di Adelaide. Mentre Charles spiega l'accaduto a Jenny, la ragazza si rende conto di essere stata drogata con del sonnifero. Dalle scale il piccolo Sandy, per nulla intenzionato a starsene a letto a dormire, si rende conto che qualcosa al piano di sotto non va e chiama la polizia. Una volante giunge mentre Charles cerca di portare il corpo di Jenny in macchina resosi conto di essere stato scoperto, cerca di scappare ma dopo un primo colpo di avvertimento, muore col secondo colpo ricevuto.

## Edizioni
- (EN) Doris Miles Disney, Verdetto: suicidio, Milano, Garzanti, 1955,  p. 189.